# جيمي سيمبسون (لاعب كرة قدم أمريكية)
جيمي سيمبسون (بالإنجليزية: Jimmy Simpson)‏ هو لاعب كرة قدم أمريكية أمريكي، ولد في 6 أكتوبر 1897 في أوهايو في الولايات المتحدة، وتوفي في 7 أغسطس 1979.